# Güzelyurt (Kappadokien)
Güzelyurt (türkisch für Schöne Heimat) ist die Hauptstadt eines Landkreises im südwestlichen Kappadokien in der türkischen Provinz Aksaray. Güzelyurt liegt 40 km östlich der Provinzhauptstadt Aksaray. Etwa 24 Prozent der Landkreisbevölkerung entfallen auf die Kreisstadt. 

Die Dörfer des Bucak Güzelyurt im Kreis Aksaray (Provinz Nigde) bildeten 1989 den neuen Kreis Güzelyurt in der neugegründeten Provinz Aksaray. Der Kreis umfasst neben der Kreisstadt noch die Gemeinden (Belde) Ihlara (2289) und Selime  (1796 Ew.). Zum Kreis gehören des Weiteren noch acht Dörfer (Köy), von denen drei mehr Einwohner als der Durchschnitt (503 Einw.) haben: Gaziemir (1081), Ilisu (992) und Uzunkaya (550 Einw.). Der Kreis ist flächenmäßig der zweitkleinste der Provinz und hat einen städtischen Bevölkerungsanteil von über 62 Prozent.

## Geschichte
Im dritten nachchristlichen Jahrhundert war der Ort unter dem Namen Karballa von verschiedenen christlichen Klostergemeinden besiedelt. Im vierten Jahrhundert wuchs hier der als kappadokischer Kirchenvater bekannte Bischof Gregor von Nazianz auf, der im nahe gelegenen Arianzos geboren wurde. Bis Anfang des 20. Jahrhunderts war Güzelyurt unter dem Namen Gelveri von Griechen besiedelt und bekannt für Töpfer- und Goldschmiedekunst. In dieser Zeit entstanden über hundert Kirchen. Nachdem die griechischen Bewohner 1923 im Rahmen des griechisch-türkischen Bevölkerungsaustauschs ausgesiedelt worden waren, wurden hier türkische Familien aus den griechischen Städten Kastoria und Kozani angesiedelt, die dem Ort den Namen Güzelyurt (Schöne Heimat) gaben.

## Sehenswürdigkeiten
Im Süden des Ortes liegt das Klostertal von Güzelyurt (Manastır Vadısı) mit zahlreichen Höhlenkirchen und in den Tuffstein gehauenen Klosterkomplexen. Fünf Kilometer westlich in der Nähe eines Stausees liegt die festungsartige Yüksek Kilise (Hochgestellte Kirche) aus dem 19. Jahrhundert, deren Fresken in muslimischer Zeit übermalt wurden, im Osten die ebenfalls erhöht liegende Kızıl Kilise (Rote Kirche), die ihren Namen von dem rötlichen Mauerwerk hat. Die Herkunft des Mauerwerks ist bis heute unbekannt.
Sie ist zwischen dem fünften und siebten Jahrhundert entstanden, von ihrem Freskenschmuck ist fast nichts erhalten. In der Umgebung liegen drei unterirdische Städte, eine weitere hat ihren Eingang direkt am Marktplatz der Stadt, sie ist zur Disko umgebaut.
Etwa sechs Kilometer südwestlich liegt das Ihlara-Tal mit zahlreichen Felsenkirchen.

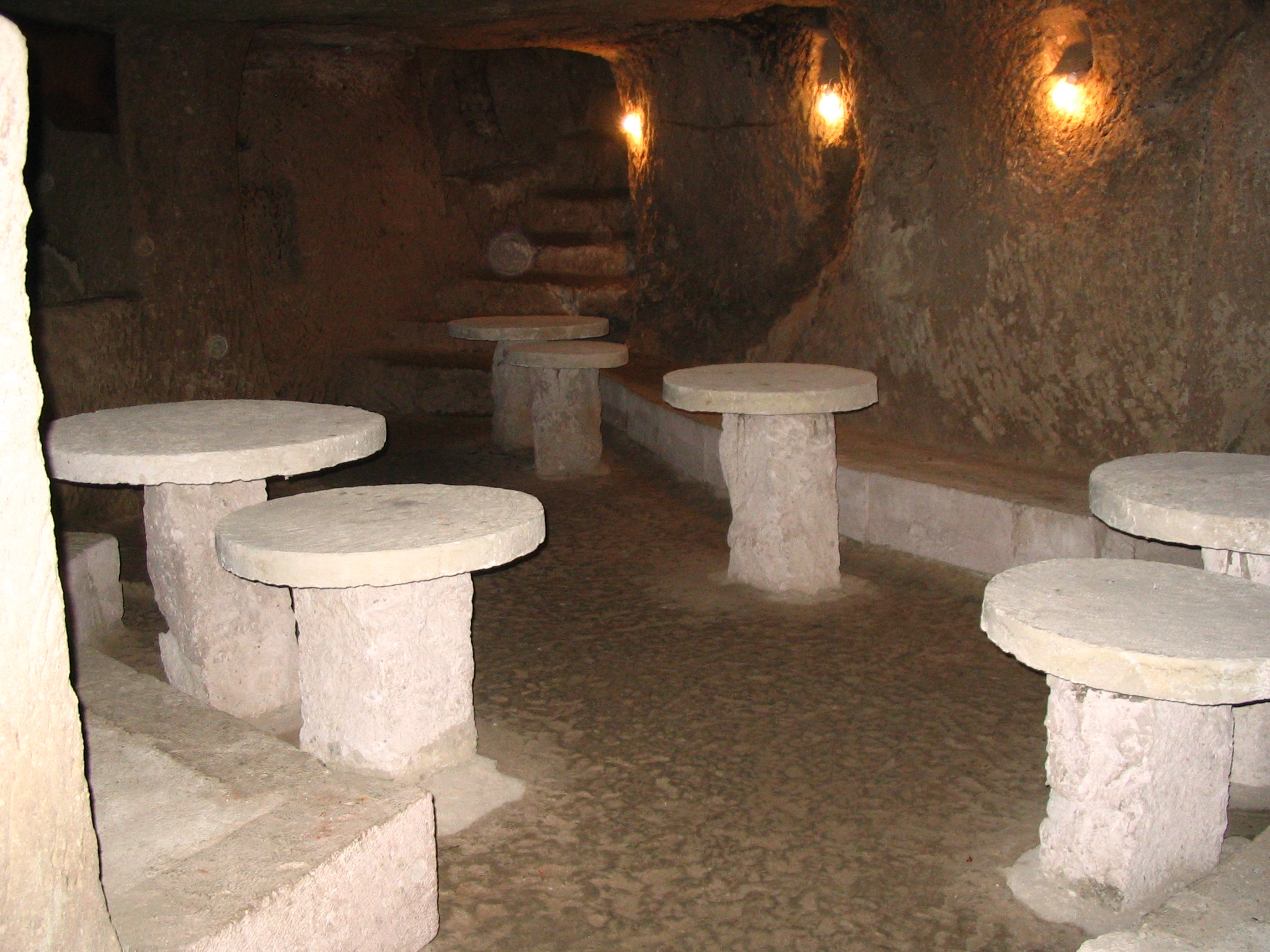
Disko in unterirdischer Stadt